# Chiesa di San Francesco (Mirandola)
La chiesa di San Francesco è una chiesa situata a Mirandola, in provincia di Modena.
Quasi completamente distrutta dal terremoto dell'Emilia del 2012, fu una delle prime chiese francescane costruite in Emilia dall'ordine dei Frati minori, realizzata poco dopo la canonizzazione di San Francesco d'Assisi, avvenuta nell'anno 1228. Al suo interno vi era il Pantheon della famiglia Pico della Mirandola.

## Storia

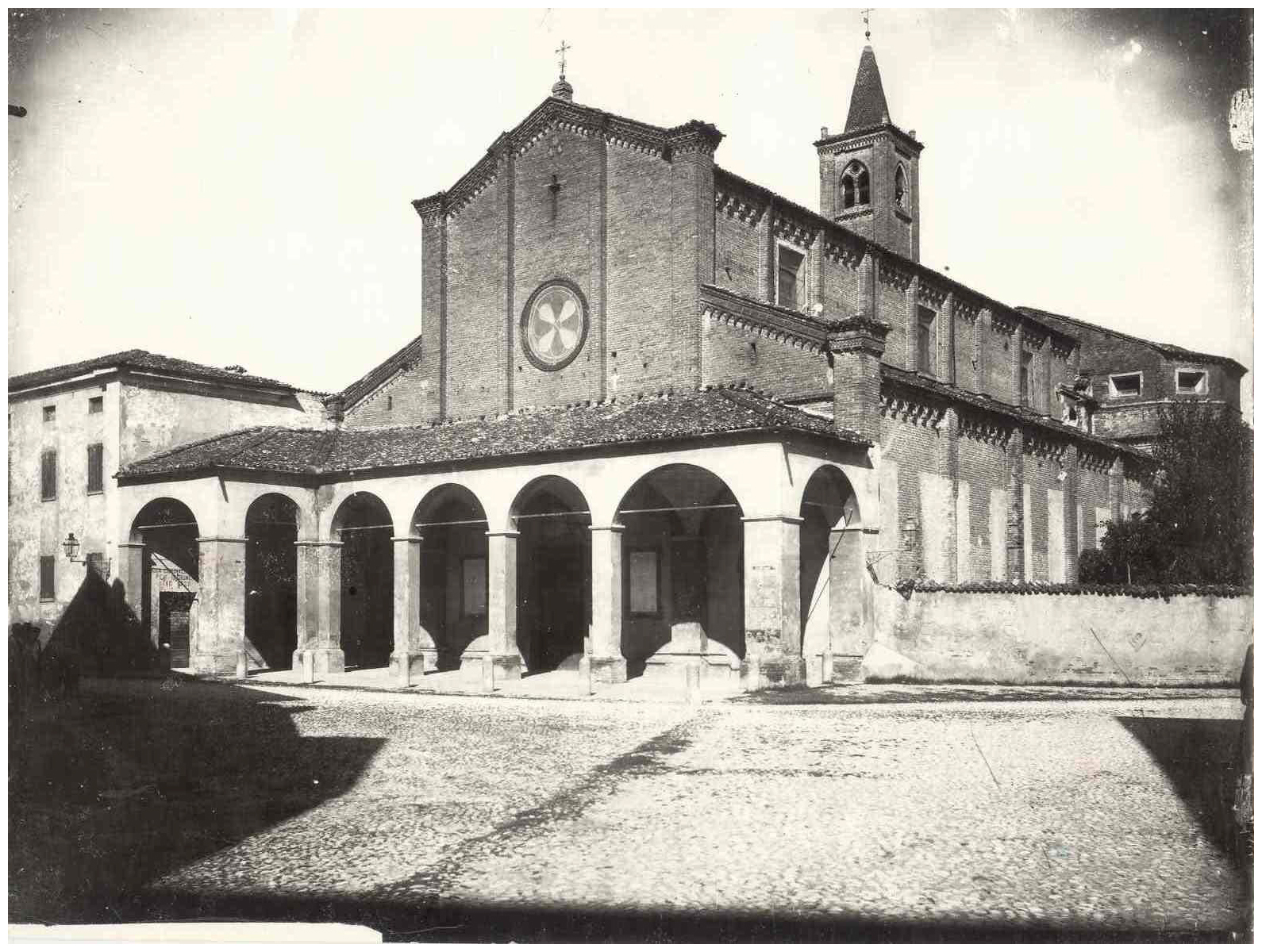
L'esterno della chiesa con il portico (demolito nel 1927)

### Origini
Verso la prima metà del XIII secolo i frati francescani giunsero a Mirandola provenendo da Bologna, dove il primo insediamento francescano risale al 1213, mentre l'inizio della costruzione della Basilica bolognese di San Francesco è registrata nell'anno 1236, dopo la visita di San Francesco d'Assisi a Bologna nel 1222.
La prima edificazione del complesso mirandolese, inizialmente con una sola navata, con tetto a capanna a due spioventi e a pianta quadrangolare, risale al 1286-1287, nella parte esterna delle mura difensive di Mirandola fra le case del Borgo di Sopra, poi ridenominato Borgo San Francesco. All'epoca la facciata era rivolta a est e l'abside verso le mura del centro di Mirandola. Altre notizie della chiesa risalgono al 1349, 1377, 1385 e 1392.
Nel 1390 si riunì all'interno della chiesa di San Francesco un concilio di 13 giudici che risolse la disputa sorta sul dominio della Mirandola sorto tra i quattro fratelli Spinetta, Francesco II, Prendiparte e Tommasino (figli di Paolo Pico) contro i cugini Giovanni e Prendiparte (figli di Niccolò Pico).
Nell'anno 1400 la chiesa venne riconsacrata, dopo la ricostruzione all'interno delle nuove mura voluta da Costanza Pico (figlia di Tommasino e moglie di Stefanino Stefanini da Modena), ampliata a tre navate in stile gotico e riconsacrata. Successivamente venne realizzata la cappella dedicata alla beata Vergine di Reggio, in stile barocco. Già pochi anni dalla caduta del casato dei Pico, le loro tombe vennero depredate.
Nel 1660 fu realizzato un portico esterno a 5 arcate che collegava la facciata all'adiacente convento monastico. Fino alla sua demolizione nel 1927, i frati francescani distribuivano sotto quel portico un brodo o un pasto caldo e pane ai poveri e ai viandanti, anche forestieri. L'istituzione della mensa del "desco dei poveri" (conosciuta in dialetto mirandolese come "al scaldatoi") risale al 1485, mentre dieci anni dopo venne fondato, per combattere l'usura, il Sacro Monte di Pietà (poi incorporato nella Cassa di Risparmio di Mirandola nel 1941), dove i bisognosi potevano impegnare i loro averi senza o con bassi interessi.
Nel 1714 lo scoppio del torrione-mastio del Castello dei Pico provocò gravi danni alla chiesa di San Francesco, oltre che a tutti gli edifici del centro cittadino. Altri gravi danni si registrarono nel 1798-1799 durante la campagna francese in Italia, tuttavia la Chiesa riuscì a salvarsi dalle distruzioni napoleoniche (che abolirono inoltre gli Ordini ecclesiastici), in quanto venne venduta insieme con l'oratorio di Santa Rosalia.

### Età contemporanea

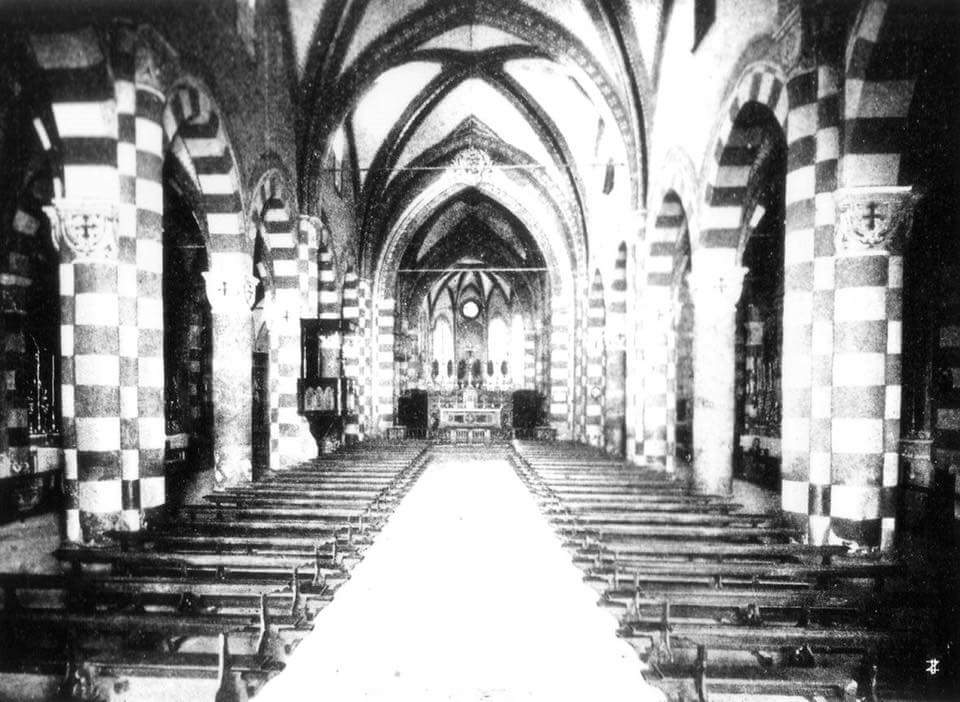
L'interno ottocentesco della chiesa prima del restauro in epoca fascista

Dopo la distruzione del convento del 1812, incominciò dopo due anni un periodo di restaurazione con l'avvento del duca di Modena Francesco IV d'Austria-Este, il quale però trasferì nel 1818 a Modena la preziosissima Crocefissione con i santi Girolamo e Francesco (nota come la Pala delle Tre Croci, oggi esposta nella Galleria Estense di Modena), opera di Francesco Bianchi Ferrari del XV secolo. Nel 1824 venne aggiunto un monumento dedicato al famoso Giovanni Pico della Mirandola, morto nel 1494 a Firenze e lì sepolto nel Convento di San Marco. Nel 1833 fu distrutto l'altar maggiore ligneo intagliato nel 1745 da Francesco Salani della Mirandola. Nel 1837 vengono chiuse le finestre sulla parete meridionale. Durante una restaurazione nel 1858 viene distrutta una tela raffigurante San Possidonio, opera di Giuseppe Andreoli.

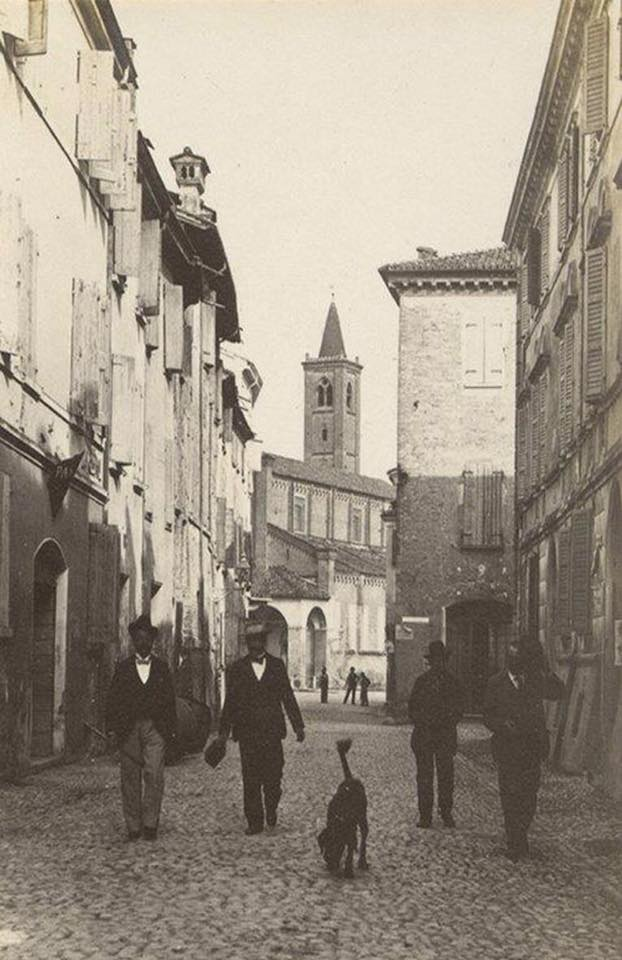
La chiesa di San Francesco vista da via Volturno all'inizio del XX secolo

Dopo il 1848, venne ricostruito anche il convento francescano. Nel 1866 il convento viene requisito dal Regno d'Italia, che l'anno successivo lo cedette all'amministrazione comunale. Nel 1870 la chiesa fu nuovamente restaurata: l'interno venne intonacato con ampie strisce bianche e blu orizzontali in stile gotico-toscano e create le cappelle laterali arricchite di decorazioni postbarocche e rococò, con un altare per ogni campata.
Durante la prima guerra mondiale l'esercito requisì la chiesa, che venne chiusa dal 1917 per molti anni.
In epoca fascista venne deciso di eseguire un radicale restauro, di tipo stilistico, guidato dalla sovraintendenza di Bologna e seguendo i canoni di Alfonso Rubbiani: nel 1927 venne demolito il porticato esterno risalente al 1660 che ospitava il cosiddetto desco dei poveri (demolizione giustificata come indispensabile per le gravi lesioni al muro, in realtà non presenti) e incominciarono i lavori di restauro, che si completarono nel 1938, per tentare di riportare la chiesa all'aspetto originario, cioè precedente ai rifacimenti ottocenteschi. Oltre al portico, furono rimossi gli altari barocchi e vennero ripristinate le finestre della parete meridionale, che nel 1642 erano state ridotte a forma quasi quadrata, con vetrate artistiche. Inoltre venne rifatto il pavimento, in marmo, che però fece perdere le fosse comuni sotterranee dei Pico (la cripta venne interrata già nel 1922). Negli anni 1928-1930, fu realizzato il sacrario militare dei soldati caduti nelle guerre. Furono ripristinate anche le bifore del lato meridionale e settentrionale del campanile, che nel 1829 erano state ridotte a finestroni a una sola luce. Nel 1929 vennero riaperte le finestre della navata meridionale e il pavimento venne rifatto in marmo.

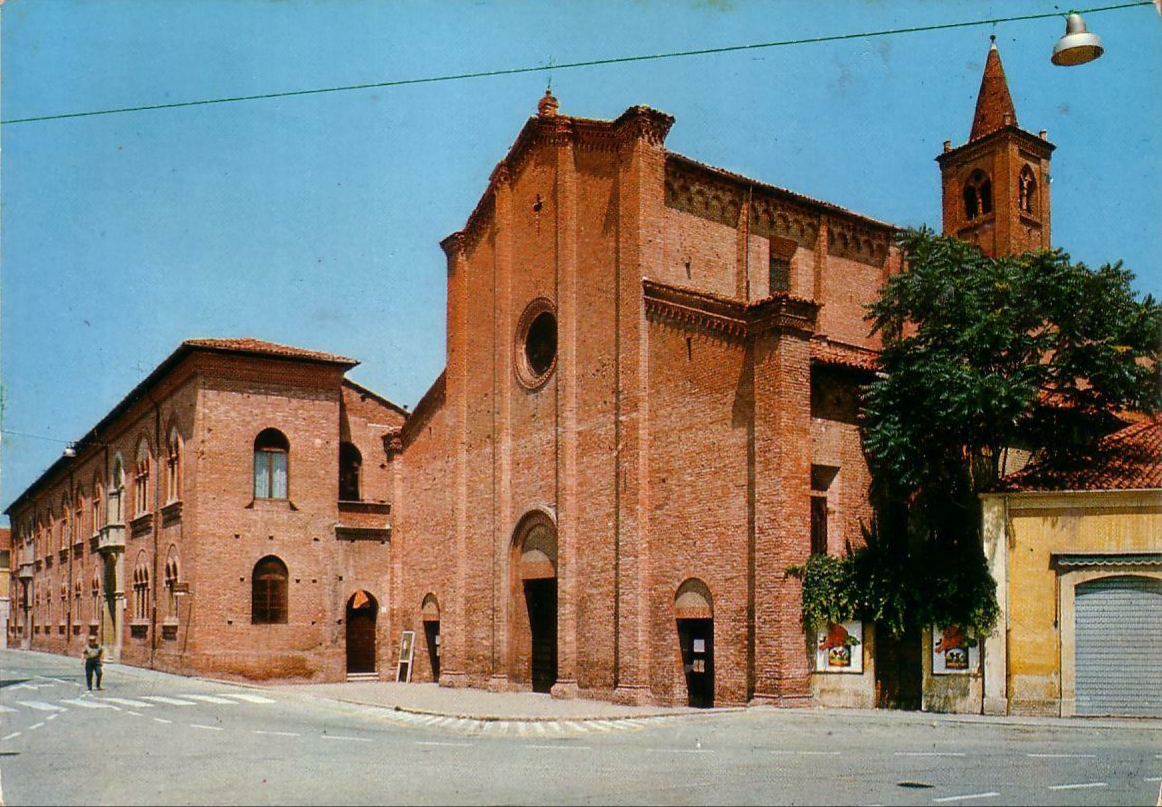
La chiesa nel 1970

L'adiacente convento francescano ha ospitato la biblioteca civica (fondata nel 1868), le scuole medie e il liceo Giovanni Pico (fondato nel 1923): la facciata su piazza Garibaldi venne completamente ricostruita in stile "finto gotico" dall'architetto fascista Mario Guerzoni.
Nel 1994 i frati francescani lasciarono definitivamente la chiesa, che nel gennaio 1997 venne affidata dal vescovo di Carpi Bassano Staffieri a don Luciano Ferrari, sacerdote diocesano e cappellano dell'ospedale Santa Maria Bianca di Mirandola. Questi la resse, in qualità di rettore, fintantoché, vista l'età avanzata, il nuovo vescovo Elio Tinti, appena insediatosi, decise di assegnarla dal 19 ottobre 2001 ai Missionari servi dei poveri.

### Il sisma del 2012

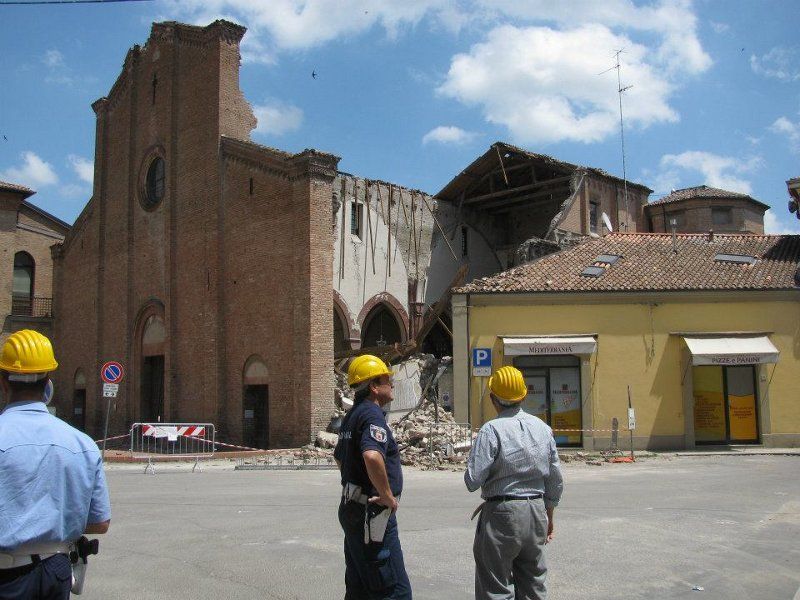
La chiesa distrutta dal crollo del campanile

Il complesso di San Francesco è stato gravemente danneggiato dal terremoto dell'Emilia del 2012: il campanile, inizialmente rimasto in piedi dopo la prima scossa del 20 maggio, è successivamente crollato durante la seconda grossa scossa sismica del 29 maggio, fortunatamente senza provocare vittime. La torre campanaria è precipitata sulla chiesa, distruggendola quasi del tutto, e della quale si è salvata solo la facciata, la parete settentrionale (dove vi sono le tombe dei Pico) e la cappella del sacrario militare nella navata meridionale opposta. Il 22 giugno, dopo circa un mese dalla prima scossa sismica, i vigili del fuoco hanno incominciato a imbragare e puntellare la facciata superstite e i resti della chiesa.
I danni causati dal sisma alla chiesa di San Francesco ammontano a circa 10 milioni di euro.

## Architettura

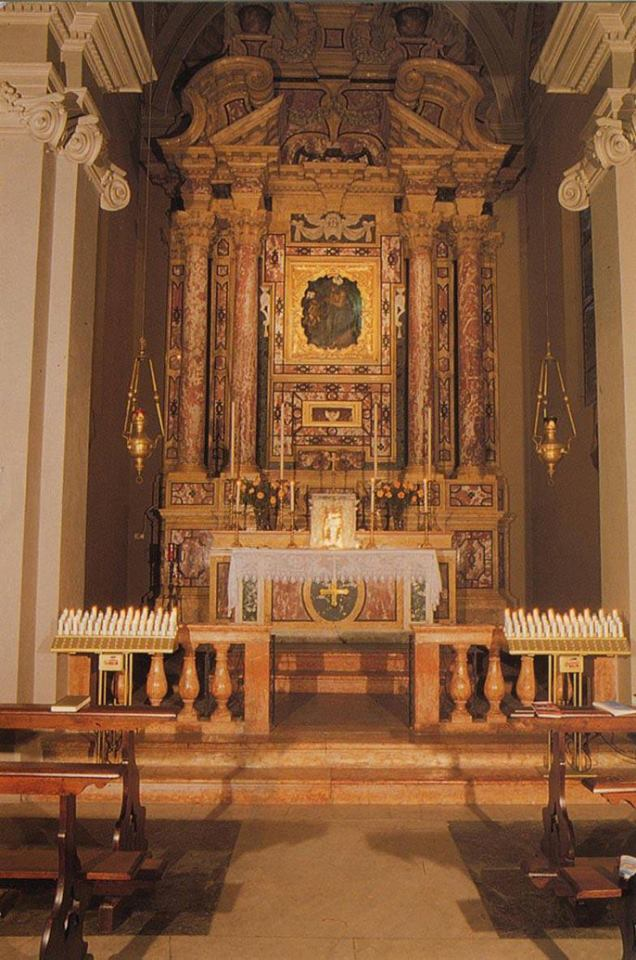
Cappella della Madonna della Ghiara nel 1990

La facciata esterna, in laterizio rosso a vista, fu realizzato nell'ampliamento quattrocentesco con uno stile semplice, austero e marcatamente geometrico. Le lesene scandiscono la facciata, caratterizzata da un modesto rosone centrale sormontato da una finestra a forma di croce, decorata alla sommità da mattoni incrociati e formelle in cotto.
Le dimensioni dell'edificio fanno intuire la sua importanza per la comunità: l'interno della chiesa è lungo 49,95 metri per 21 metri di larghezza, realizzato in stile gotico, con una grande navata centrale larga 10,42 m (tipica degli ordini dei mendicanti), con archi ogivali e costoloni di colore rosso mattone sull'intonaco bianco che giungevano fino al soffitto (alto 14,50 m). La navata centrale giungeva alla grande abside ottagonale, in cui era posizionato l'altare e il coro. Le navate erano separate da arcate alte 7,80 m sorrette da colonne di 5,10 m.
In fondo alla navata destra, larga 5,02 m, già decorata con vetrate, vi è la cappella-sacrario militare, dedicata ai caduti di tutte le guerre, rimasta quasi illesa dopo il sisma del 2012.
Nella navata sinistra, larga 5,36 m, vi era esposto il dipinto San Francesco riceve le Stimmate di Sante Peranda (recuperato dalle macerie del sisma del 2012 dai vigili del fuoco e attualmente trasferito a Sassuolo) e un prezioso altare marmoreo nella cappella della Vergine di Reggio (Madonna della Ghiara).

## Pantheon dei Pico

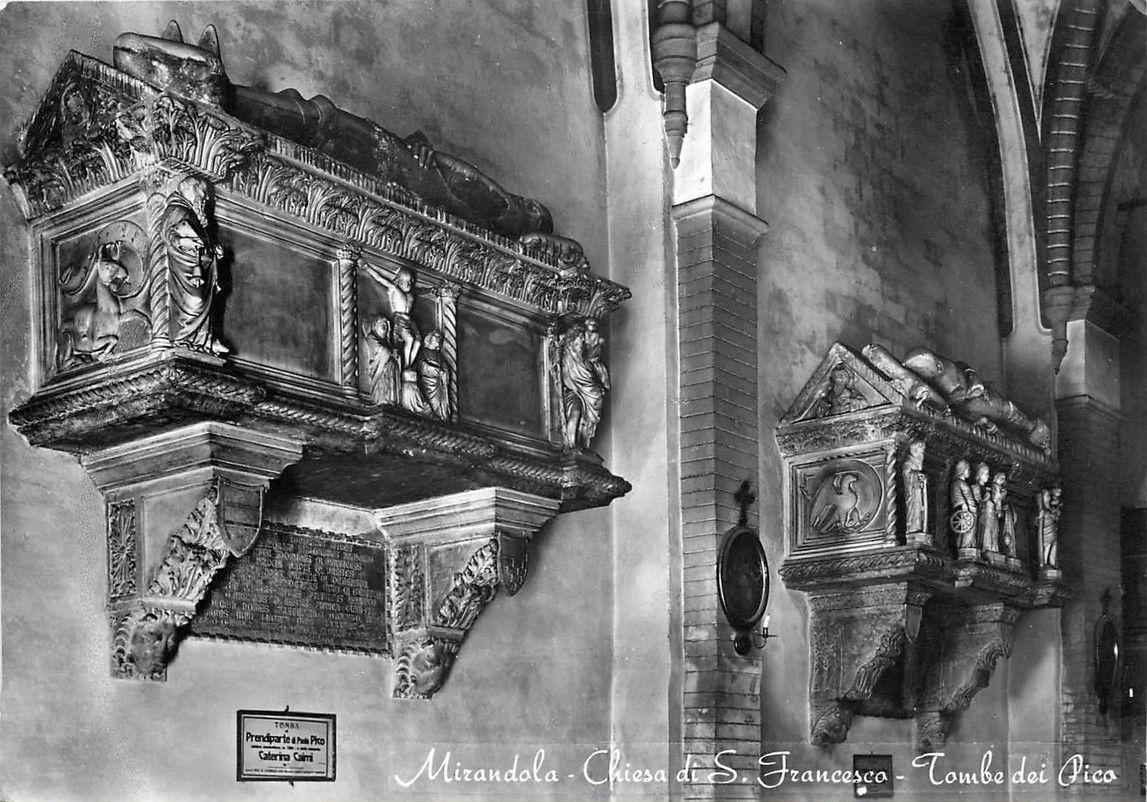
Pantheon dei Pico negli anni 1950. A sinistra la tomba di Prendiparte Pico, capolavoro di Paolo di Jacobello dalle Masegne (XIV-XV secolo)

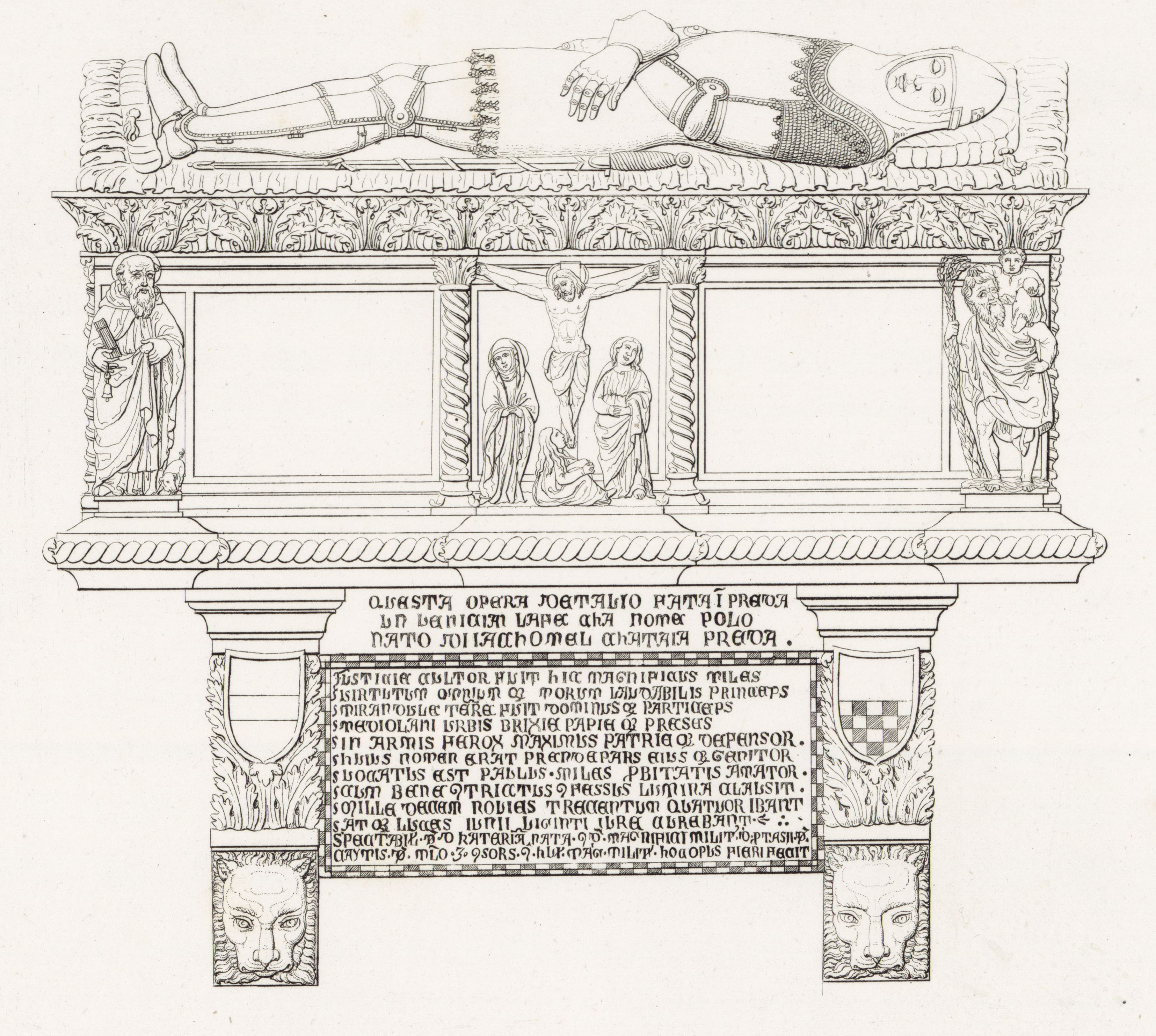
Tomba di Prendiparte Pico (fronte)

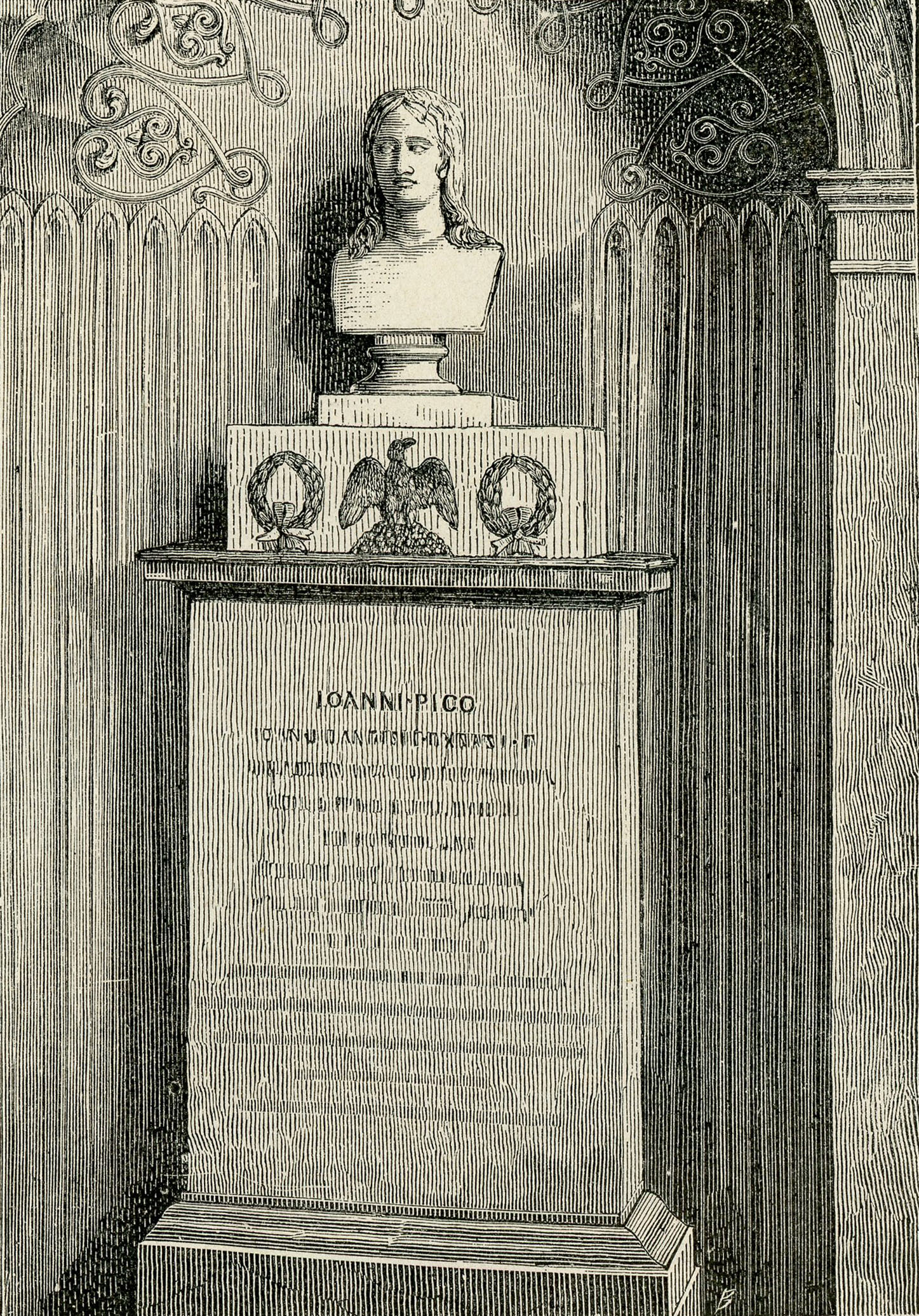
Giuseppe Pisani, Monumento a Giovanni Pico della Mirandola (1824)

La parte più interessante della chiesa era costituita dal cosiddetto Pantheon della famiglia Pico, sovrani di Mirandola e Concordia, situato sul muro settentrionale della navata sinistra, costituito da una serie di quattro tombe sospese. Nell'ordine (dall'ingresso verso il fondo della chiesa):
- tomba di Galeotto I Pico (morto nel 1499, fratello di Giovanni Pico) e della moglie Bianca d'Este, in stile rinascimentale semplice, riporta lo stemma dei Pico della Mirandola-Concordia, una fenice che risorge, una croce e l'iscrizione "Ebbi per moglie Bianca, la quale, riconoscente, mi regalò questo sepolcro da servire entrambi, una anima casta e questa memoria";
- tomba di Prendiparte Pico (morto il 20 giugno 1394 e inizialmente sepolto nella cripta, fratello di Spinetta) e di Caterina Caimi: quest'ultima, dopo aver visto la bellezza della tomba del cognato Spinetta, non volle essere da meno e commissionò un'opera ancora più bella al prestigioso intagliatore veneziano Paolo dalle Masegne, figlio del celebre Jacobello[15]. Il monumento costituisce uno dei maggiori capolavori del gotico veneziano in Emilia: l'urna è scolpita in un unico blocco di marmo con al centro la scena della Crocifissione, affiancata dalle figure molto espressive di Maria, San Giovanni e la Maddalena che urla di dolore; ai lati della tomba una mula piegata dal peso di un sacco (che rappresenta il dolore insopportabile della vedova) e di un cane (simbolo di fedeltà) insieme con iscrizioni di lingua inglese antica, a testimonianza del legame tra Prendiparte e Giovanni Acuto (John Hawkwood). Il coperchio in gesso è scolpito a grandezza naturale a immagine del defunto sul letto di morte con l'armatura da battaglia. Ancora visibili tracce dorate e di colore, tipiche delle tombe dei Delle Masegne;
- tomba di Spinetta Pico (morto nel 1399, fratello di Prendiparte), realizzata in base alle dettagliate disposizioni testamentarie del defunto: nel sarcofago vi è una Madonna col bambino affiancati dai santi martiri Stefano e Caterina oltre che dai santi Antonio abate e Cristoforo. Sul coperchio di marmo dell'urna, la scultura a grandezza naturale del defunto addormentato, vestito con l'armatura di battaglia.
- tomba di Gianfrancesco I Pico (morto nel 1469) e Giulia Boiardo, genitori di Giovanni Pico della Mirandola: voluta dal nipote Gianfrancesco II, è anch'essa un'opera semplice rinascimentale, di stile toscano, con foglie scolpite che circondano lo scudo di famiglia.

Le tombe, depredate nel corso dei secoli, sono vuote al loro interno.
La chiesa conteneva anche un cenotafio di Giovanni Pico, realizzato nel 1824 dallo scultore Giuseppe Pisani. Inizialmente inserito nella cappella della beata vergine di Reggio, nel 1922 fu spostato nella parete della navata di destra, di fianco alle tombe dei Pico.
Furono sepolti nella chiesa nel 1445 anche Francesco Pico insieme con la moglie Pietra Pia e i figli (la lapide di marmo rosso di Verona, tuttavia, venne rimossa nel 1839 dai frati, abrasa nelle iscrizioni e divisa in due pezzi riutilizzati come soglia delle porte laterali); davanti all'altare di San Francesco Solano vennero sepolti nel 1453 Giovanni I Pico insieme con la consorte Caterina Bevilacqua d'Ala; nella parte sinistra del coro vi è una lapide decorata (rovinata dalle truppe francesi nel 1798) a memoria di Ippolito Pico, ucciso dagli Ugonotti nel 1569, fatta collocare lì dal fratello Luigi Pico. Infine, dal lato opposto del coro, vi sono altre due lapidi: una di marmo nero dedicata a Galeotto IV Pico (voluta dalla moglie Maria Cybo-Malaspina) e l'altra di marmo rosso, a memoria di Nicolò di Giovanni Pico (morto nel 1448) della moglie Maddalena d'Orlando Pallavicino.
Altri esponenti della famiglia Pico vennero sepolti in una cripta (saccheggiata nell'Ottocento) raggiungibile dalla cappella della Beata Vergine di Reggio.

## Campanile

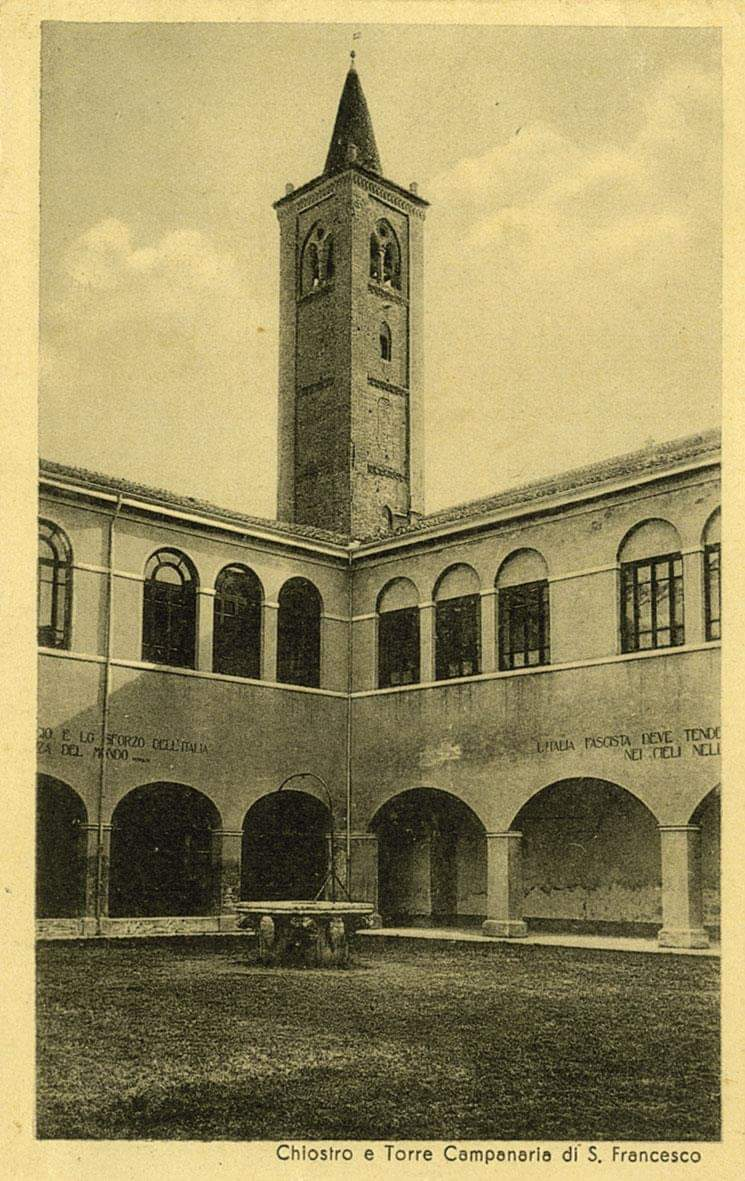
Chiostro e Torre Campanaria di San Francesco in epoca fascista

La torre campanaria del San Francesco, purtroppo completamente persa dopo il crollo del 29 maggio 2012 durante la seconda grande scossa del terremoto dell'Emilia del 2012, venne ultimata nel 1447 su commissione di Geminiano Sefanini ed era alta 62,2 braccia mirandolesi equivalenti a circa 39,5 m, escluso il pinnacolo conico ricoperto di tegole, fra le quali era conficcata una spada di ferro.
Nel 1829 i restauratori ottocenteschi modificarono le finestre della torre realizzandole in una sola luce nei lati nord e sud. Nel 1927 i lavori di ripristino in stile quattrocentesco riportarono le bifore uguali a quelle degli altri lati.

## Il convento di San Francesco

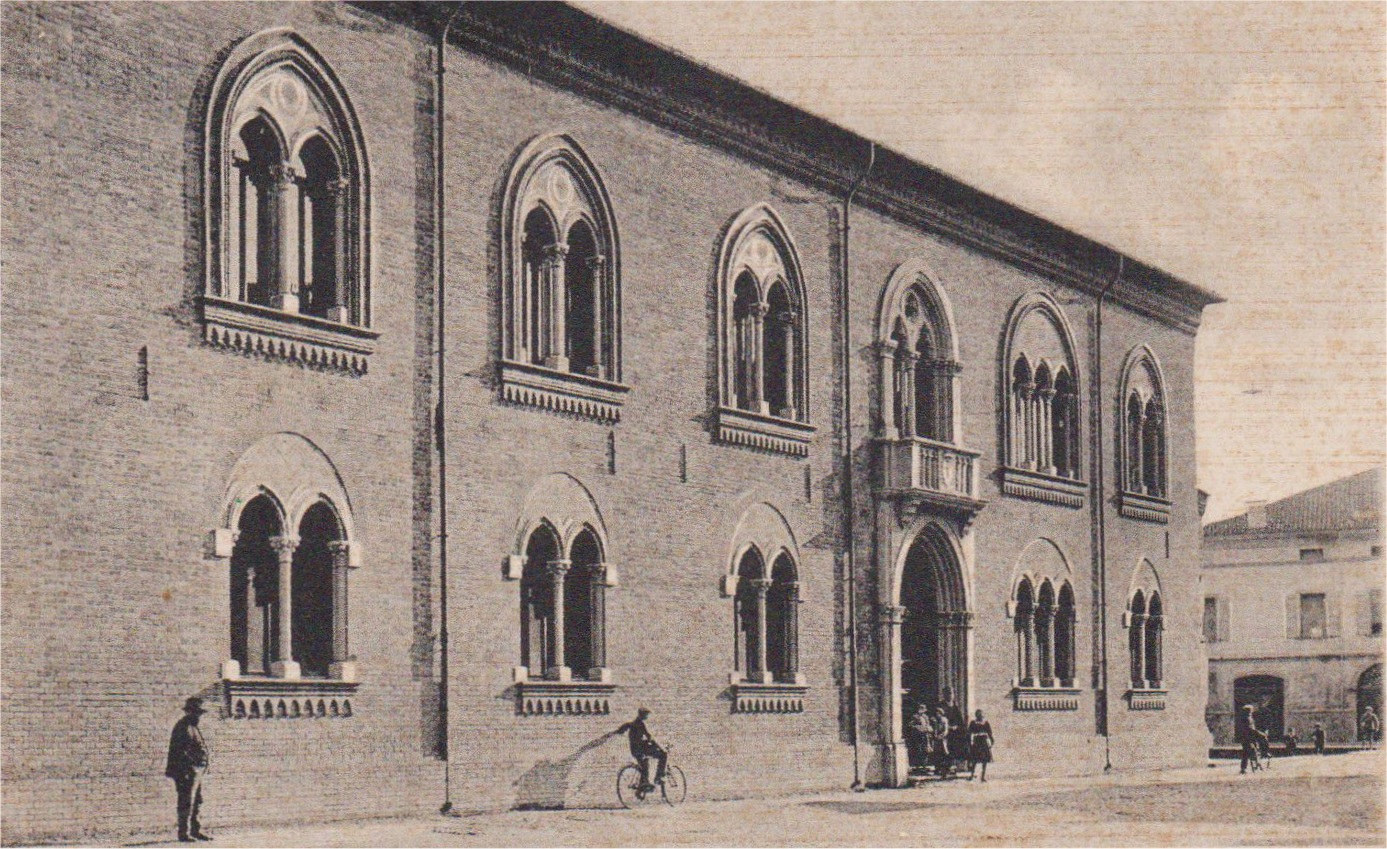
Facciata neogotica dell'ex convento francescano, realizzata negli anni 1920

Il convento attiguo alla chiesa venne costruito contemporaneamente alla chiesa, anche se la sua presenza è documentata con certezza solo nel 1377, quando i condomini e nobili della Mirandola redassero una lettera in cui si legge che il convento fu costruito dall'antico (quod ab antiquo constructum fuit Mirandulae quoddam monasterium S. Francisci) e in quel tempo erano ritornati i Frati minori conventuali. In un successivo documento del 1385 è attestata la presenza del convento nell'inventario delle proprietà della Minoritica Provincia francescana di Bologna.
Nel 1461-1462 il convento fu affidato ai Frati minori osservanti che vi rimasero fino al 1823. Nel Quattrocento il convento, insieme con la chiesa, viene ampliato da Costanza Pico. Un documento del 1503 attesta la presenza di una grande biblioteca, con manoscritti ma anche opere a stampa (è noto il rapporto tra Pico e Aldo Manuzio). Nel 1566 furono aggiunte logge e stanze, mentre l'orto monastico venne ampliato. Nel 1609 il principe Alessandro I Pico fece costruire un secondo chiostro, a est di quello esistente, a fianco dell'abside della chiesa. Nel 1671 il primo chiostro fu restaurato per ordine del duca Alessandro II Pico e venti anni dopo fu ulteriormente ingrandito con altre 16 celle. Nel XVIII secolo il convento raggiunge il massimo splendore: all'inizio del Settecento vennero infatti ripristinati i muri di cinta e con opere in muratura vennero perfezionati gli orti e riparati i danni maggiori causati dalla guerra di successione spagnola e dalla fine della signoria dei Pico. Vennero ricostruiti i tetti, i pavimenti e l'infermeria, senza variare la pianta originale del monastero. I frati contribuirono direttamente alla manutenzione delle strade pertinenti alle loro proprietà, tra cui quella che allora era denominata "Terranuova". Nel 1783, parte del convento fu destinata a ospitare una scuola pubblica per l'insegnamento dell'arte retorica, della filosofia umanistica e della grammatica; nel 1826 queste scuole presero il nome di Professorio.
A causa della soppressione napoleonica degli ordini religiosi, nel 1811 il convento venne acquistato da Francesco Facci, che l'anno successivo lo demolì parzialmente.
Durante i numerosi assedi militari subiti da Mirandola, molti libri del convento andarono perduti e nel 1812 la biblioteca fu completamente distrutta. Nel 1823 il convento venne assegnato ai Frati minori riformati (che rimasero fino al 1867); già nel 1824 i frati francescani ricostruirono parzialmente il patrimonio librario (giunto fino ai giorni nostri e conservato nell'archivio storico della biblioteca comunale di Mirandola), a seguito di un finanziamento di 14.000 lire concesso dal duca di Modena Francesco IV d'Asburgo-Este per la ricostruzione e per l'acquisto dell'orto e dei resti del vecchio convento; i lavori si protrassero fino al 1828.

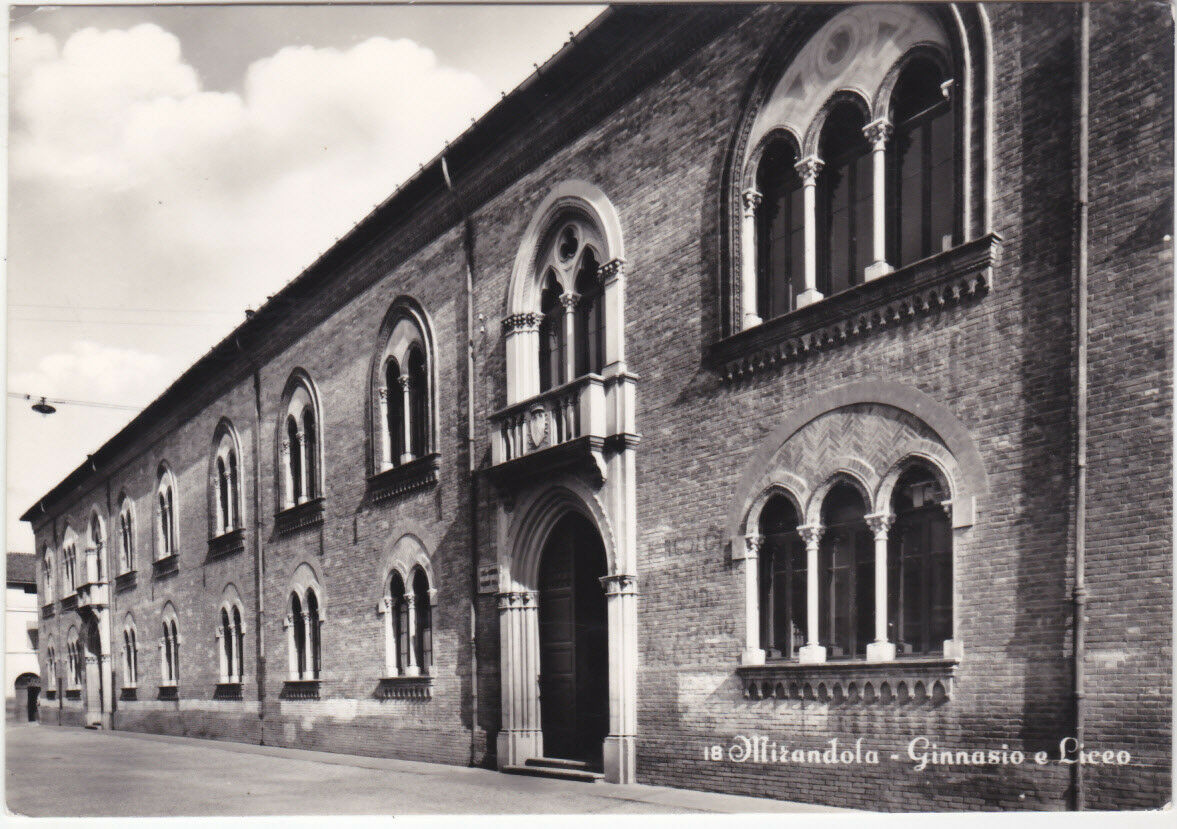
Facciata del palazzo del Liceo-Ginnasio

Nel 1867 i Frati minori riformati lasciarono il convento, che divenne di proprietà comunale e adibito a spazio comune, in seguito ospitò dal 1870 la biblioteca comunale (poi trasferita negli anni 1990 nel vicino convento dei gesuiti in via Francesco Montanari), le scuole medie (nel chiostro settentrionale) e il liceo-ginnasio Giovanni Pico nel chiostro centrale. Neglia anni 1920 venne ricostruita, in stile neogotico, la facciata posta su piazza Giuseppe Garibaldi. Nel 1960-1961 venne costruito, dietro alla chiesa, un nuovo edificio per ospitare i frati, sempre di proprietà comunale.
Il terremoto del 2012 ha gravemente danneggiato anche l'ex convento, rendendolo inagibile. A causa dei gravi danni, che coinvolgono la struttura e gli interni (l'esterno invece appare pressoché integro), il liceo classico è stato trasferito nel nuovo complesso scolastico di via Vittime del 29 maggio 2012, nella periferia di Mirandola.
Il progetto di ripristino post-terremoto e riqualificazione prevede di riportare la biblioteca comunale Eugenio Garin e il centro culturale dentro all'ex convento, che sarà dotato anche di una caffetteria, una sala conferenze, la sede del Centro Internazionale di Studi "Giovanni Pico della Mirandola", una nuova galleria per esposizioni e mostre temporanee e l'archivio storico comunale, mentre l'antistante piazza Giuseppe Garibaldi dovrebbe essere pedonalizzata, rimuovendo il parcheggio esistente. È stato ipotizzato anche di creare piccoli esercizi commerciali all'interno del chiostro, per renderlo fruibile e frequentato durante tutto il giorno.